# Uhart-Cize
Uhart-Cize – miejscowość i gmina we Francji, w regionie Nowa Akwitania, w departamencie Pireneje Atlantyckie.
Według danych na rok 1990 gminę zamieszkiwało 658 osób, a gęstość zaludnienia wynosiła 56 osób/km² (wśród 2290 gmin Akwitanii Uhart-Cize plasuje się na 602. miejscu pod względem liczby ludności, natomiast pod względem powierzchni na miejscu 946.).